# Neoxyphinus gregoblin
Espèce
Neoxyphinus gregoblin est une espèce d'araignées aranéomorphes de la famille des Oonopidae.

## Distribution
Cette espèce est endémique de l'État de Mérida au Venezuela,.

## Description
Le mâle holotype mesure 3,15 mm et la femelle paratype 3,33 mm.

## Publication originale
- Abrahim, Brescovit, Rheims, Santos, Ott, Bonaldo, 2012 : A Revision of the Neotropical Goblin Spider Genus Neoxyphinus Birabén, 1953 (Araneae, Oonopidae). American Museum novitates, no 3743, p. 1-75 (texte intégral).